# Ciriza
Pour l’article ayant un titre homophone, voir SYRIZA.
Ciriza en espagnol ou Ziritza en basque est une ville et une municipalité de la Communauté forale de Navarre (Espagne), à 16 km de sa capitale, Pampelune.
Elle est située dans la zone linguistique mixte de la province et le secrétaire de mairie est aussi celui de Echarri, Etxauri et Bidaurreta.

## Localités limitrophes
Echauri au nord et à l'est, Zabalza et Echarri au sud, Guesálaz à l'ouest.

## Démographie
| Évolution démographique                                | Évolution démographique | Évolution démographique | Évolution démographique | Évolution démographique | Évolution démographique | Évolution démographique | Évolution démographique | Évolution démographique | Évolution démographique | Évolution démographique |
| 1996                                                   | 1998                    | 1999                    | 2000                    | 2001                    | 2002                    | 2003                    | 2004                    | 2005                    | 2006                    | 2007                    |
| ------------------------------------------------------ | ----------------------- | ----------------------- | ----------------------- | ----------------------- | ----------------------- | ----------------------- | ----------------------- | ----------------------- | ----------------------- | ----------------------- |
| 52                                                     | 53                      | 65                      | 64                      | 72                      | 71                      | 77                      | 72                      | 81                      | 101                     | 102                     |
| Sources: Ciriza et instituto de estadística de navarra |                         |                         |                         |                         |                         |                         |                         |                         |                         |                         |

### Sources
- (es) Cet article est partiellement ou en totalité issu de l’article de Wikipédia en espagnol intitulé « Ciriza » (voir la liste des auteurs).